# Julien Gargani
 (juillet 2025).
La mise en forme du texte ne suit pas les recommandations de Wikipédia : il faut le « wikifier ».
Les points d'amélioration suivants sont les cas les plus fréquents. Le détail des points à revoir est peut-être précisé sur la page de discussion.
- Les titres sont pré-formatés par le logiciel. Ils ne sont ni en capitales, ni en gras.
- Le texte ne doit pas être écrit en capitales (les noms de famille non plus), ni en gras, ni en italique, ni en « petit »…
- Le gras n'est utilisé que pour surligner le titre de l'article dans l'introduction, une seule fois.
- L'italique est rarement utilisé : mots en langue étrangère, titres d'œuvres, noms de bateaux, etc.
- Les citations ne sont pas en italique mais en corps de texte normal. Elles sont entourées par des guillemets français : « et ».
- Les listes à puces sont à éviter, des paragraphes rédigés étant largement préférés. Les tableaux sont à réserver à la présentation de données structurées (résultats, etc.).
- Les appels de note de bas de page (petits chiffres en exposant, introduits par l'outil «  Source ») sont à placer entre la fin de phrase et le point final[comme ça].
- Les liens internes (vers d'autres articles de Wikipédia) sont à choisir avec parcimonie. Créez des liens vers des articles approfondissant le sujet. Les termes génériques sans rapport avec le sujet sont à éviter, ainsi que les répétitions de liens vers un même terme.
- Les liens externes sont à placer uniquement dans une section « Liens externes », à la fin de l'article. Ces liens sont à choisir avec parcimonie suivant les règles définies. Si un lien sert de source à l'article, son insertion dans le texte est à faire par les notes de bas de page.
- La présentation des références doit suivre les conventions bibliographiques. Il est recommandé d'utiliser les modèles {{Ouvrage}}, {{Chapitre}}, {{Article}}, {{Lien web}} et/ou {{Bibliographie}}. Le mode d'édition visuel peut mettre en forme automatiquement les références.
- Insérer une infobox (cadre d'informations à droite) n'est pas obligatoire pour parachever la mise en page.

Pour une aide détaillée, merci de consulter Aide:Wikification.
Si vous pensez que ces points ont été résolus, vous pouvez retirer ce bandeau et améliorer la mise en forme d'un autre article.
Pour les articles homonymes, voir Gargani.
Julien Gargani est un universitaire français en géosciences, auteur de plusieurs ouvrages sur les sciences et les techniques.
Il est directeur du Centre d'Alembert à l'Université Paris-Saclay.

## Biographie

### Formation
Après des études de physique fondamentale à l’Université Paris-Saclay et à l’Université de Pise, il a étudié la physique de la Terre à l'École normale supérieure-PSL, puis l’histoire et philosophie des sciences et des techniques à l’Université Panthéon-Sorbonne. Il a réalisé un doctorat à Mines Paris-PSL.

### Carrière
Après un début de carrière à l'Université du Maine et à l'IFPen, il a été recruté à l'Université Paris-Sud à Orsay en 2007.
Il est maître de conférences à l’université Paris-Saclay. Il enseigne les sciences de la Terre, notamment la géomorphologie et la géotechnique,.
Il est directeur du Centre d’Alembert où sont étudiées de façon interdisciplinaire les sciences et les techniques.

## Découvertes et travaux

### Sciences de la Terre et de l'Univers
Il est spécialiste de géomorphologie et travaille sur les catastrophes naturelles comme les glissements de terrain, les inondations, l'érosion, ou les impacts des cyclones.
Il a étudié les crises géomorphologiques et les environnements extrêmes. En particulier, il s’est intéressé à la Crise de salinité messinienne qui a touché la Mer Méditerranée entre 5.96  et 5.32 millions d'années, sujet sur lequel il a mis en évidence l'existence de plusieurs cycles d'érosion en relation avec la variation importante du niveau marin, une déstabilisation des pentes lors de la remontée finale de la Mer Méditerranée, ainsi que la quantification de l'ajustement isostatique du bassin méditerranéen à la suite de la baisse de plus de 1 000 mètres de la mer Méditerranée, puis au dépôt d'évaporites en son centre. 
Il a également travaillé sur les variations relatives du niveau marin et sur les submersions marines dans les milieux insulaires tropicaux. En particulier, il a mis en évidence que les variations relatives locales du niveau marin pouvaient permettre de détecter des épisodes de déplacement de masse (érosion, glissement de terrain) importants. 
Il a mené des études sur les activités morphologiques saisonnières sur la planète Mars. Il a fait partie des chercheurs français qui se sont intéressé et ont montré l'existence de déstabilisation de pente actuelles et de façon saisonnière sur la planète Mars à partir des images HiRISE.

### Interdisciplinarité
Il fait partie de l’équipe qui a découvert les plus anciennes traces de découpe réalisées sur des os fossilisés en Asie sur le site de Masol en Inde. Ces traces ont été estimées à plus de 2,6 millions d’années et constituent, comme le dit Yves Coppens : « des restes de Vertébrés fossiles, dont certains sont, de manière évidente, marqués de traces de boucherie. ».
Il a fait partie d'une équipe interdisciplinaire qui a étudié le relèvement des territoires de Saint-Martin et Saint-Barthélemy après l'ouragan Irma en septembre 2017. Il a modélisé le relèvement de ces territoires à partir d'un indicateur de production et de consommation d'électricité.

### Réflexivité
Il a mené des études de sociologie des sciences sur l’influence des dispositifs socio-techniques sur la pratique scientifique, sur les effets de la compétition et sur les pratiques altruistes ou conviviales dans le milieu académique,,,,. Il a étudié les interactions entre les sociétés humaines et leur environnement, notamment durant les périodes de crise,.
Il participe au sein du Centre d'Alembert à un travail collectif de réflexivité sur les activités scientifiques.